# Haaniella grayii
Haaniella grayii (PSG: 125) is een insect uit de orde van de Phasmatodea (wandelende takken) en is afkomstig uit Borneo.
De voortplanting gebeurt enkel geslachtelijk. Volwassen vrouwtjes kunnen 13 tot 14 cm groot worden, de mannetjes 9 tot 10 cm. Mannetjes zijn te herkennen aan de groene stekels op hun rug.

## Galerij

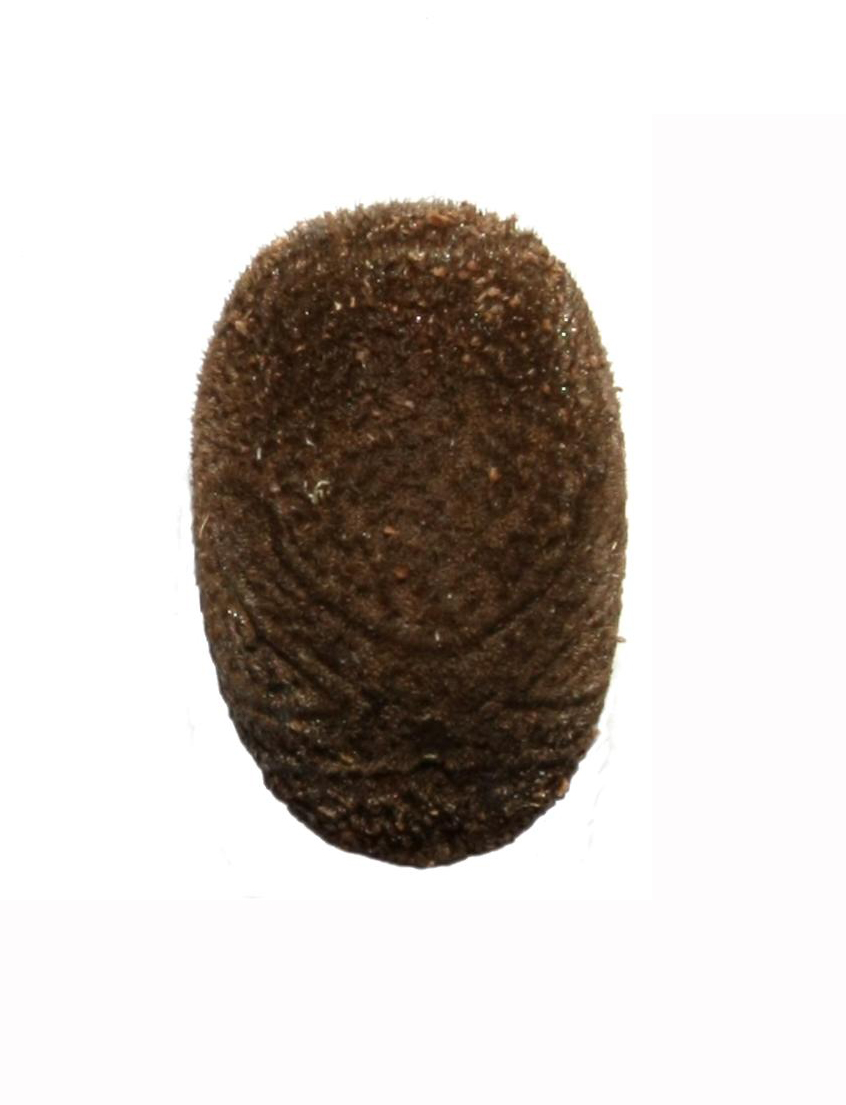
Eitje
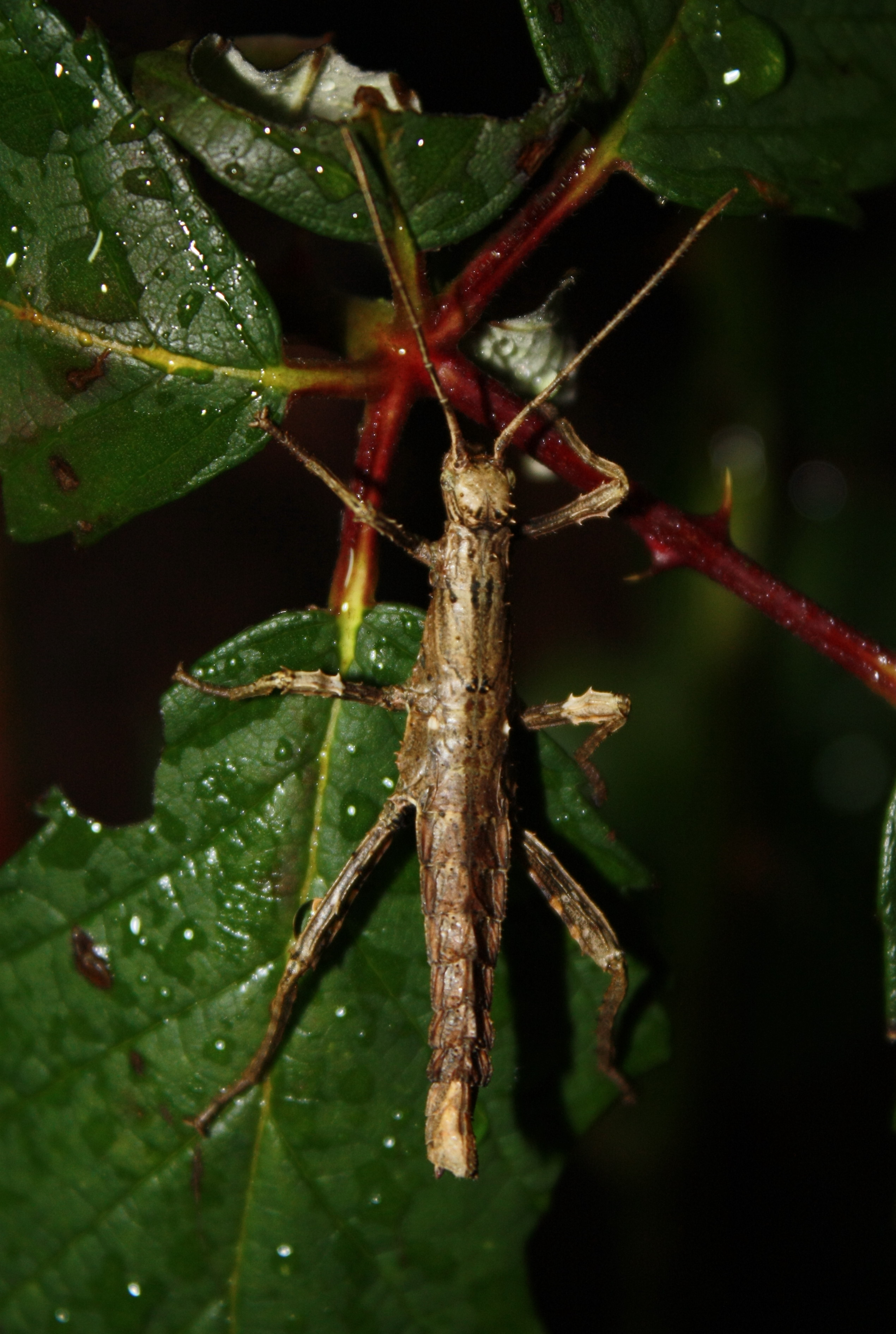
Nimf
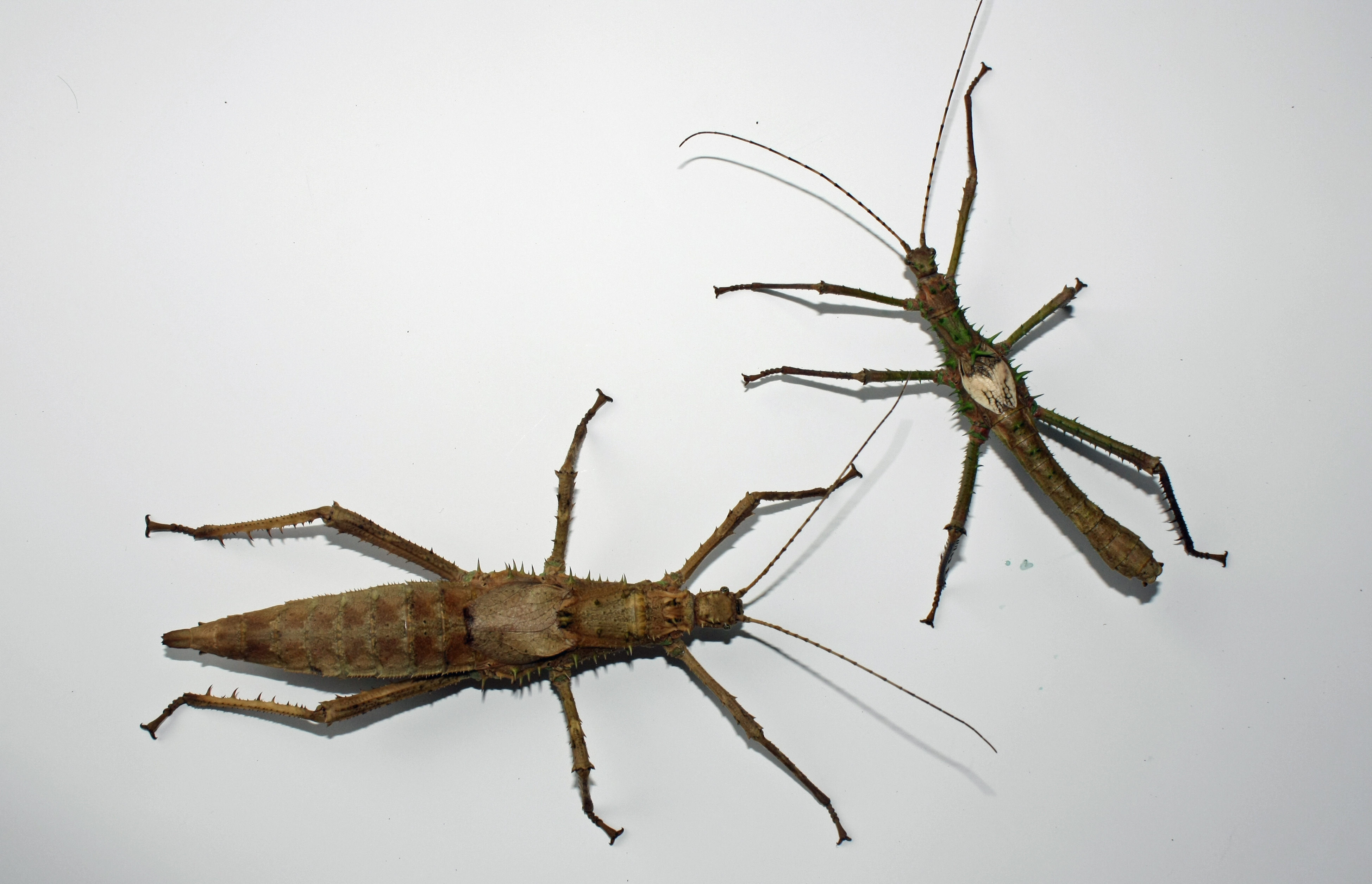
Koppel (links: vrouwtje, rechts: mannetje)